# Matasunta
Matasunta (anche nota come Matasuentha o Mataswintha; latino: Mathesuentha o Matesuentha; greco: Ματασουνθα; 518 – dopo il 551) è stata la figlia del visigoto Eutarico, erede della stirpe degli Amali, e di Amalasunta, Regina degli Ostrogoti. Nipote di Teodorico il Grande.

## Biografia
Sorella di Atalarico, Matasunta fu obbligata a divenire sposa del re ostrogoto Vitige nel 536, in un matrimonio che aveva lo scopo di rafforzare la posizione di Vitige, che non era un nobile, imparentandolo con la famiglia di Teodorico; rimangono alcuni frammenti del panegirico composto da Cassiodoro per l'occasione.
Nel 538, durante la guerra gotica, si trovava a Ravenna mentre la città era attaccata dall'esercito bizantino: in questa occasione Matasunta progettò di consegnare la città alle truppe assedianti comandate da Giovanni. Durante l'assedio di Ravenna del 539-540 andarono distrutti alcuni magazzini di grano: Matasunta fu suggerita come mandante degli incendi. Nel 540 Vitige venne sconfitto dal generale bizantino Belisario: assieme al marito, anche Matasunta fu inviata a Costantinopoli.
Vitige morì nel 542: il loro matrimonio non aveva dato figli. Nel 550 Matasunta venne data in sposa a Germano Giustino, cugino di Giustiniano I, in un tentativo di ricongiungere l'Impero bizantino ai territori dell'Italia: si riteneva che Germano potesse riscuotere il consenso dei Goti, grazie a questo matrimonio, e indurli alla pace. Ebbero un figlio, Germano, ma il marito morì nel 551, infrangendo il sogno di un ricongiungimento dinastico dell'Occidente con l'Oriente.
Esiste la possibilità che Matasunta abbia ricevuto il titolo di patricia non in quanto di sposa di un patricius (Germano), ma per proprio diritto.